# Điện báo toàn năng

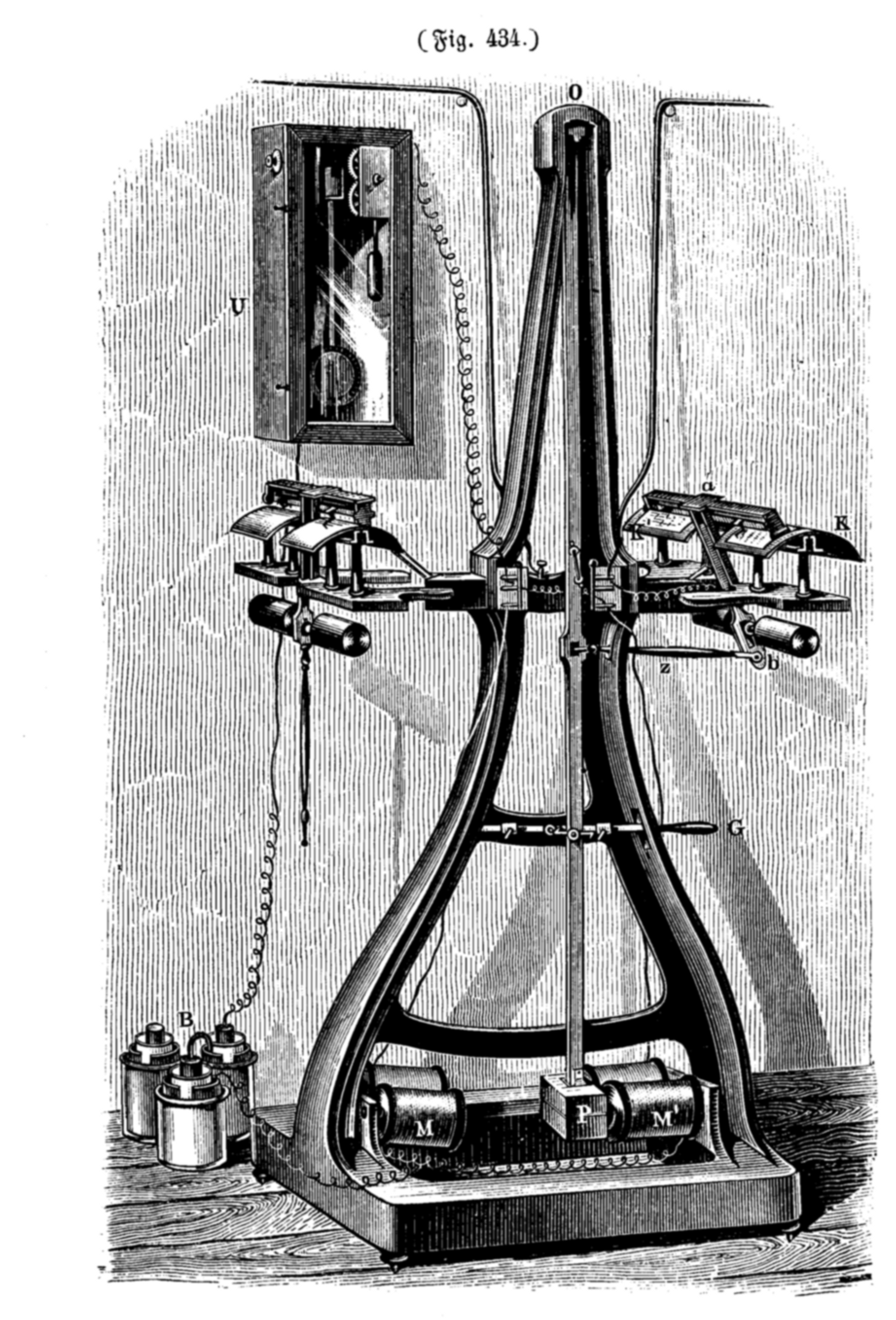
Một chiếc máy điện báo toàn năng

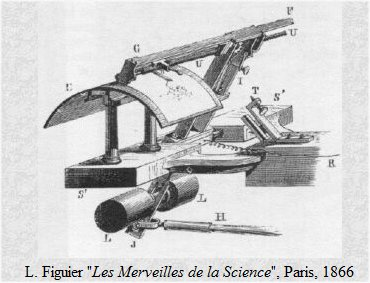
Caselli's pantelegraph mechanism

Máy điện báo toàn năng (tiếng Anh: Pantelegraph; tiếng Ý: pantelegrafo; tiếng Pháp: pantélégraphe) là một dạng máy fax sơ khai, có khả năng truyền các tín hiệu điện báo đi khoảng cách xa. Nó được phát minh và phát triển bởi Giovanni Caselli và được sử dụng với mục đích thương mại vào thập niên 1860. Đó là loại máy "fax" đầu tiên được ứng dụng vào thực tế. Có thể nói, chiếc "máy fax" đầu tiên này lại ra đời trước cả điện ảnh, truyền hình và thậm chí là cả điện thoại. Máy điện báo toàn năng có thể truyền các tín hiệu hình ảnh như chữ viết tay, chữ ký, hình vẽ trên một khổ giấy rộng 150 x 100mm.

## Mô tả
Máy điện báo toàn năng sử dụng một chiếc đồng hồ điều tiết với một con lắc có tác dụng đóng và mở mạch điện để từ hóa bộ điều tiết và đảm bảo quá trình quét bản mẫu của chiếm bút trâm được ăn khớp và không sai nhịp. Để tạo ra được thời gian cơ sở, một con lắc lớn nặng 8 kg (18 lb) được treo trên một dàn khung cao 2 m (6 ft 7 in). Hai văn bản được viết/vẽ bằng mực không dẫn điện trên hai tấm kim loại được cố định; một tấm được quét khi con lắc đu về phía phải và tấm còn lại được quét khi con lắc đu về phía trái, vì vậy mà tín hiệu văn bản được truyền đi theo chu kì. Bộ phận nhận tín hiệu ở đầu dây bên kia sẽ sao chép lại văn bản gốc trên một tờ giấy nhúng vào kali ferrixyanua - loại giấy này sẽ đen lại khi có dòng điện chạy qua chiếc bút trâm đặt trên nó. Hoạt động của chiếc máy điện báo toàn năng lúc đó còn tương đối chậm: việc sao chép một văn bản 25 từ trên khổ giấy 111mm x 27mm cần đến 108 giây.
Lĩnh vực sử dụng điện báo toàn năng phổ biến nhất là kiểm chứng chữ ký trong các giao dịch ở ngân hàng.

## Lịch sử
Cái tên Pantèlègraph được hình thành từ chữ "pantograph" (máy vẽ truyền) - một công cụ dùng để sao chép từ ngữ và hình vẽ - và chữ "telegraph" (máy điện báo) một hệ thống truyền tín hiệu bằng điện thông qua các đường dây điện dài. Khi Giovanni Caselli đang dạy học ở Đại học Florence, ông cũng tranh thủ bỏ nhiều công sức vào việc nghiên cứu công nghệ truyền hình ảnh và truyền các từ ngữ đơn giản bằng điện báo. Alexander Bain và Frederick Bakewell cũng đang nghiên cứu về công nghệ này. Vấn đề lớn nhất lúc đó chính là việc đồng bộ hóa bộ phận truyền phát và bộ phận nhận tín hiệu sao cho chúng hoạt động ăn khớp với nhau. Caselli đã phát triển một công nghệ điện hóa vối một "dụng cụ đồng bộ hóa" (đồng hồ điều tiết) giúp các cơ cấu phát và nhận tín hiệu hoạt động ăn khớp với nhau, và cơ cấu điều tiết này tỏ ra vượt trội hơn so với công nghệ mà Bain hay Bakewell ứng dụng.
Nguyên lý của công nghệ này khá đơn giản. Một hình ảnh vẽ trên một miếng lá thiếc bằng mực không dẫn điện. Một bút trâm bằng kim loại ở phía trên đặt chạm nhẹ vào lá thiếc và dòng điện truyền qua cả hai thứ đó vì chúng đều là chất dẫn điện. Lá thiếc có hình bằng mực sẽ chạy ngang qua bút trâm. Điện được dẫn khi không có mực và không dẫn khi có mực nằm giữa bút trâm và lá thiếc. Việc này khiến mạch điện bị đóng và mở tương ứng với hình ảnh chạy qua giữa bút trâm và lá thiếc. Tín hiệu đóng mở này được truyền đi qua đường dây cáp điện. Ở đầu bên kia là một máy thu tín hiệu mang một bút trâm dẫn điện và nó sẽ dập mực in màu xanh vào một tờ giấy trắng theo từng hàng từng hàng một - khi điện bị ngắt. Đây là quá trình "làm lại cho giống hệt" (tiếng La Tinh: fac simile) hình ảnh nguyên gốc.
Caselli chế tạo một mẫu thử của chiếc máy và gửi cho Leopoldo II, Đại Công tước Toscana xem thử. Leopoldo rất thích thú chiếc máy này và ông đã bỏ tiền tài trợ cho phát minh của Caselli. Khi quá trình tài trợ chấm dứt, Caselli tiếp tục sang Paris và trình chiếc máy cho Hoàng đế Pháp Napoleon III. Cũng như đối với Đại công Toscana, chiếc máy điện báo đã hoàn toàn chiếm được cảm tình của Hoàng đế Pháp. Từ năm 1857 đến 1861, Caselli tiếp tục công việc phát triển máu điện báo toàn năng tại Paris dưới sự hướng dẫn của kỹ sư và nhà sáng chế người Pháp Léon Foucault.
Vào năm 1858, phiên bản cải tiến của chiếc máy điện báo toàn năng được nhà vật lý Pháp Alexandre-Edmond Becquerel triển lãm tại Học viện Khoa học Pháp ở Paris. Đến năm 1860, Hoàng đế Napoleon III nhìn thấy một chiếc máy điện báo của Caselli trong một buổi triển lãm và đã đặt hàng máy điện báo toàn năng sử dụng cho mạng lưới điện báo trên toàn nước Pháp vào năm sau. Caselli không những được pháp tiếp cận vối hệ thống điện báo của nước Pháp để làm việc với chiếc máy của mình, mà ông cũng nhận được tiền tài trợ từ Hoàng đế. Một cuộc thử nghiệm về hệ thống truyền tin bằng điện báo toàn năng nối liền giữa Paris và Amiens đã thành công, với kết quả là chữ ký của nhà soạn nhạc Gioacchino Rossini đã được truyền đi một khoảng cách dài tới 140 km. Một cuộc thí nghiệm khác - lần này là truyền đi từ Paris tới Marseille cách đó 800 km cũng thành công. Thế là vào năm 1864, chiếc máy điện báo toàn năng được chính thức sử dụng tại Pháp. Vào năm sau (1865), hệ thống truyền tin bằng điện báo toàn năng được xây dựng nối liền Paris và Lyon, và vươn tới Marseille vào năm 1867. Như vậy, phiên bản sơ khai của chiếc máy fax đã đi vào hoạt động trước khi điện ảnh, truyền hình và cả điện thoại ra đời. Alexander Graham Bell chỉ nhận được bằng sáng chế về điện thoại (No. 174,465) bởi Cơ quan đăng ký bằng sáng chế và tên thương mại Hoa Kỳ vào năm 1876.

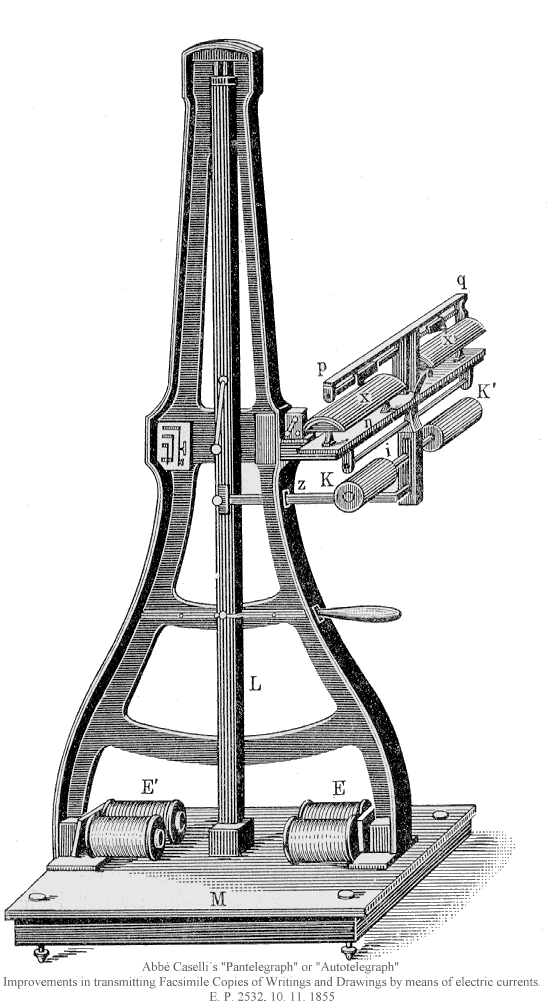
Máy điện báo toàn năng của Caselli, năm 1861
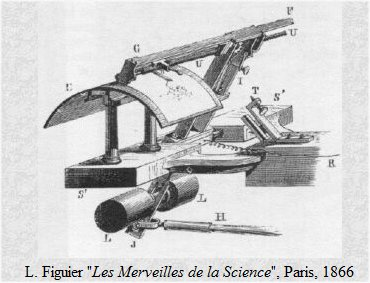
Máy điện báo toàn năng đang "đọc" một lá thiếc
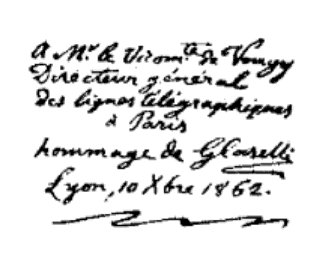
Hình ảnh vẽ bằng máy điện báo, 10 tháng 2 năm 1862
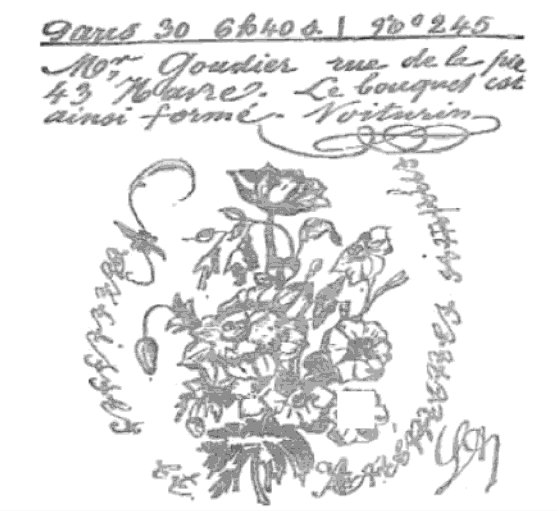
Hình ảnh do máy điện báo toàn năng sao chép lại, vẽ bằng mực xanh

Caselli được cấp bằng sáng chế về chiếc máy điện báo toàn năng ở châu Âu vào năm 1861 (E.P. 2532) và ở Hoa Kỳ vào năm 1863 (No. 37,563). Ông đã tổ chức triển lãm thành công chiếc máy này vào năm 1861 tại buổi lễ triển lãm Florence, trong số khách tham dự có cả vị vua nước Ý Victor Emmanuel II. Chiếc máy này hoạt động thành công đến nỗi mà hoàng đế Napoleon III đã trao thưởng ông Huân chương Bắc Đẩu Bội tinh. Các nhà khoa học và kỹ sư ở Paris đã thành lập nên Hiệp hội Điện báo toàn năng để chia sẻ thông tin và kiến thức về phát minh này.
Hội đồng Lập pháp và Hội đồng Nhà nước Pháp đã ủy quyền xây dựng một tuyến điện báo toàn năng giữa thủ đô Paris và thành phố Marseille. Ở Anh, một tuyến thử nghiệm nối từ thủ đô Luân Đôn và Liverpool trong vòng 4 tháng cũng được xây dựng. Sau đó, hoàng đế Napoleon III đã mua một chiếc máy của Caselli nhằm phục vụ cho mục đích công cộng, cụ thể là truyền tín hiệu giữa Paris với Lyon. Nó được đặt tại đó cho đến hết trận Sedan (1870). Nga hoàng Nikolai I cũng xây dựng một tuyến điện báo thử nghiệm nới giữa các cung điện của ông tại kinh đô Sankt Peterburg với Moskva từ năm 1851 tới 1855. Trong năm hoạt động đầu tiên, hệ thống đã truyền được gần 5.000 "bản fax" với tốc độ cao nhất đạt tới 110 bản/giờ.
Tuy nhiên, trình độ kỹ thuật thời đó phát triển quá chậm để phát minh của Caselli được vận hành một cách đáng tin cậy, và kết cục là mọi cố gắng trong lĩnh vực này đã đổ bể. Một khó khăn kỹ thuật chủ yếu vẫn là vấn đề đồng bộ giữa thu và phát. Đồng thời, chiếc máy của Caselli gặp phải sự cạnh tranh khốc liệt của những kiểu công nghệ truyền tin thế hệ trước, vốn được sự ủng hộ của những thế lực kinh tế và chính trị lớn trong bộ máy chính quyền. Sau cuộc Chiến tranh Pháp-Phổ, máy điện báo toàn năng dần dần bị thế chỗ bởi máy điện báo bút tích của Bernhard Meyer vốn sử dụng trống với gờ dọc và cho phép tốc độ truyền tín hiệu nhanh gấp đôi so với điện báo toàn năng. Bản thân Caselli cũng từ bỏ việc phát triển, cải tiến phát minh của mình và trở về sống ở Florence cho đến khi mất. Phải đợi đến 100 năm sau thì ý tưởng của Caselli mới được phát triển để có thể ứng dụng rộng rãi như ngày nay.

## Mẫu vật còn tồn tại
Hiện nay vẫn còn tồn tại một vài chiếc máy điện báo toàn năng thời cổ. Vào năm 1961 chúng được trưng bày ở Viện bảo tàng Nghệ thuật và Nghề thủ công ở Paris và thật đáng kinh ngạc là chúng vẫn còn hoạt động tốt khi đã truyền tín hiệu suôn sẻ từ Paris đến Marseille. Những chiếc máy này lại tiếp tục chứng minh độ tin cậy tuyệt vời của mình vào năm 1982 khi truyền tín hiệu liên tiếp suốt nhiều tháng, với mỗi ngày hoạt động 6 giờ mà không hề sai sót.